# 푸른눈쿠스쿠스
푸른눈쿠스쿠스(Phalanger matabiru)는 쿠스쿠스과에 속하는 유대류의 일종이다. 인도네시아 말루쿠우타라 주의 할마헤라섬 서부 지역의 작은 섬 두 곳 트르나테섬과 티도레섬에서 발견된다.

## 특징
1995년에 겨우 발견된 푸른눈쿠스쿠스는 크게 부풀어 오른 청록색의 눈이 다른 종과 다르다. 밝고 불그스레한 갈색의 짧고 양털같은 털이 덮여 있고 흰색의 불규칙한 반점이 섞여 있다. 둥근 머리와 털 속에 완전히 묻혀 있는 작은 귀, 짧은 주둥이, 핑크빛 코를 갖고 있다. 다른 모든 쿠스쿠스처럼 긴 잡는꼬리를 갖고 있다.

## 생태
대부분의 시간을 열대 우림 나무 속에서 보내고, 낮 동안에는 작은 잎으로 된 침대에서 잠을 잔다. 밤에 열매와 잎, 꽃을 먹는다.

## 분포 및 서식지
인도네시아의 작은 섬, 트르나테섬과 티도레섬, 할마헤라섬 서부(북말루쿠주)의 열대 우림에서만 발견된다.